# Wolfgang Rottmann
Wolfgang Rottmann (Altenmarkt im Pongau, 15 de mayo de 1973) es un deportista austríaco que compitió en biatlón. Ganó dos medallas en el Campeonato Mundial de Biatlón, oro en el año 2000 y bronce en 2005.

## Dopaje y suspensión
Durante los Juegos Olímpicos de Turín 2006, se le acusó de posible dopaje al ser hallados, en una redada policial, aparatos para el análisis y transfusión de sangre en el piso de la Villa Olímpica donde residía junto con otros miembros de los equipos de biatlón y esquí de fondo austríacos. Rottmann fue excluido del equipo nacional. Un año más tarde, el COI anunció la suspensión de por vida de los atletas involucrados y dio por anulados sus resultados en esos Juegos.

## Palmarés internacional
| Campeonato Mundial | Campeonato Mundial   | Campeonato Mundial | Campeonato Mundial |
| Año                | Lugar                | Medalla            | Prueba             |
| ------------------ | -------------------- | ------------------ | ------------------ |
| 2000               | Oslo (Noruega)       | Medalla de oro     | Individual         |
| 2005               | Hochfilzen (Austria) | Medalla de bronce  | Relevos            |